# Cena odwagi
Cena odwagi (ang. A Mighty Heart) – amerykańsko-brytyjski thriller z 2007 roku oparty na książce A Mighty Heart: The Brave Life and Death of My Husband Danny Pearl Mariane Pearl i Sarah Crichton. Film opowiada prawdziwą historię o zabójstwie dziennikarza Daniela Pearla. Dramat pokazano z perspektywy miotającej się między nadzieją a przerażeniem żony zabiegającej o uwolnienie porwanego męża.

## Opis fabuły
Daniel (Dan Futterman) i jego spodziewająca się za dwa miesiące dziecka żona Mariane (Angelina Jolie) szykują się do wyjazdu z Karaczi. Odlatują do Dubaju, a potem do domu, do Paryża. Daniel przed wyjazdem chce jeszcze przeprowadzić wywiad ze znanym terrorystą. Mimo że umówił się w miejscu publicznym niepokoi się trochę wyjeżdżając na spotkanie. Jakiś czas potem Mariane dzwoni do męża. Komórka nie odpowiada. Mija godzina, dwie. Daniel nie wraca do domu. Mariane zgłasza jego zaginięcie na policji. Zaczyna się pełne lęku czekanie. Wreszcie przychodzi mail od terrorystów. A w nim zdjęcia związanego Daniela, z lufą przystawioną do głowy.

## Główne role
- Angelina Jolie – Mariane Pearl
- Dan Futterman – Daniel Pearl
- Will Patton – Agent Specjalny Randall Bennett
- Archie Panjabi – Asra Nomani
- Azfar Ali – Azfar
- Jillian Armenante – Maureen Platt
- Zachary Coffin – Matt MacDowell
- Demetri Goritsas – John Skelton

## Nagrody i nominacje
Złote Globy 2007
- Najlepsza aktorka dramatyczna - Angelina Jolie (nominacja)

Nagroda Satelita 2007
- Najlepsza aktorka dramatyczna - Angelina Jolie (nominacja)